# Дзвін (геральдика)
Дзвін — екнкрвльдична фігура в геральдиці, його можна зображати з язичком і без нього. Якщо язичок має інший колір, ніж дзвін, то це зазначається в описі.
Найпоширенішою формою в геральдиці є церковний дзвін. Для цього можна взяти будь-які геральдичні відтінки, але кращі золото і срібло. Іноді на дзвіниці з'являється дзвін, який потрібно описати. На дзвоні немає ні написів, ні девізів, ні років. Ці функції є важливими, якщо вони є, і про них варто згадати. Корабельні дзвони в гербі зустрічаються рідко. Коров'ячі дзвіночки також з'являються, але переважно вішаються на нашийник на шиї геральдичної тварини. Колір ремінця вказується в описі. Невеликі дзвіночки часто зустрічаються на гербі у більшій кількості. Люди також можуть мати такі дзвіночки на своєму одязі, особливо на головних уборах.
У верхньому гербі також використовуються дзвіночки та дзвоники як нашоломники. Щоб розрізнити родинні герби, ці елементи можна знайти в главі щита, у верхньому куті або в перетині.
Тріснутий дзвін був на гербі родини паризьких катів Сансон під час їхнього панування в професії з 1688 по 1847 рік. Це зображення вважається одним із звукопоетичних або промовистих гербів, оскільки французькою означає «sans son» — без звуку.

## Символіка
У геральдиці дзвін може символізувати різні аспекти залежно від конкретного контексту та історичного значення:
1. Дзвін часто асоціюється із християнською традицією і може символізувати дзвін церковних дзвонів. В цьому контексті дзвін може вказувати на духовний аспект та роль церковних установ.
2. Дзвін може також виступати як символ самої церковної архітектури чи релігійного культу.
3. Дзвін також може бути використаний як символ визначного місця, де відбулися важливі події або де розташовані важливі об'єкти.
4. У деяких випадках дзвоник може бути асоційований із часом, особливо якщо він представлений як годинниковий дзвіночок.
5. Дзвоник може використовуватися в гербах як елемент оздоблення чи декоративний акцент, без конкретної символіки.

Дзвін з язиком іншого кольору
Гільхінг
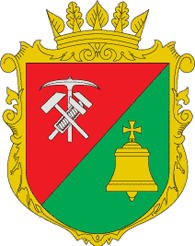
Здолбунівський район
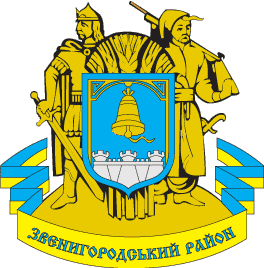
Звенигородський район (1923—2020)
Божитухом (гміна)
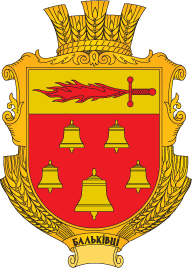
Бальківці
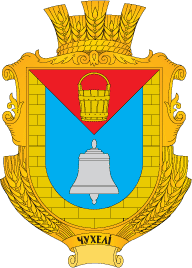
Чухелі
Герб Андорри містить корів із дзовниками
Історичний герб провінції Беарн (Андорра)
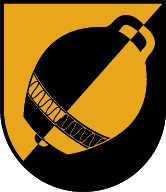
Намлос (Австрія)
Пуоланка (Фінляндія)
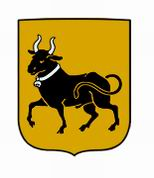
Каре-Плуге (Франція)
Кампан (Франція)

## Веб-посилання
- Glocke (Heraldik) в Heraldik-Wiki[de]